# Vlag van Oudwoude

Vlag van Oudwoude

De vlag van Oudwoude is de dorpsvlag van het Nederlandse dorp Oudwoude, in de Friese gemeente Noardeast-Fryslân. De vlag werd in 1976 geregistreerd.
De dorpsvlaggen van 14 dorpen in Kollumerland en Nieuwkruisland werden in de jaren 1969/70 tot stand gekomen in overleg met de Fryske Rie foar Heraldyk en de heren Minnema, Keune en Offringa, leden van de Geakunde Commissie van Kollumerland en Nieuwkruisland In de ontwerpperiode hebben de besturen van de Plaatselijk Belang-organisaties in elk van de dorpen, de ontwerpen besproken, en goedgekeurd of verworpen, in welk laatste geval een nieuw ontwerp werd aangeboden.

## Beschrijving
De beschrijving van de vlag is als volgt:
Banen, waarvan de lengten zich verhouden als 1 : 4; de baan aan de broekzijde: drie banen groen en geel; de baan aan de vluchtzijde: drie banen geel en blauw.
De kleuren zijn afkomstig van het dorpswapen.

## Symboliek

Kleurstelling: ontleend aan het wapen van Oudwoude. Hier is de kleur blauw aan toegevoegd uit het wapen van Veenklooster, dit dorp maakte eerder onderdeel uit van Oudwoude.